# Nico Donkersloot

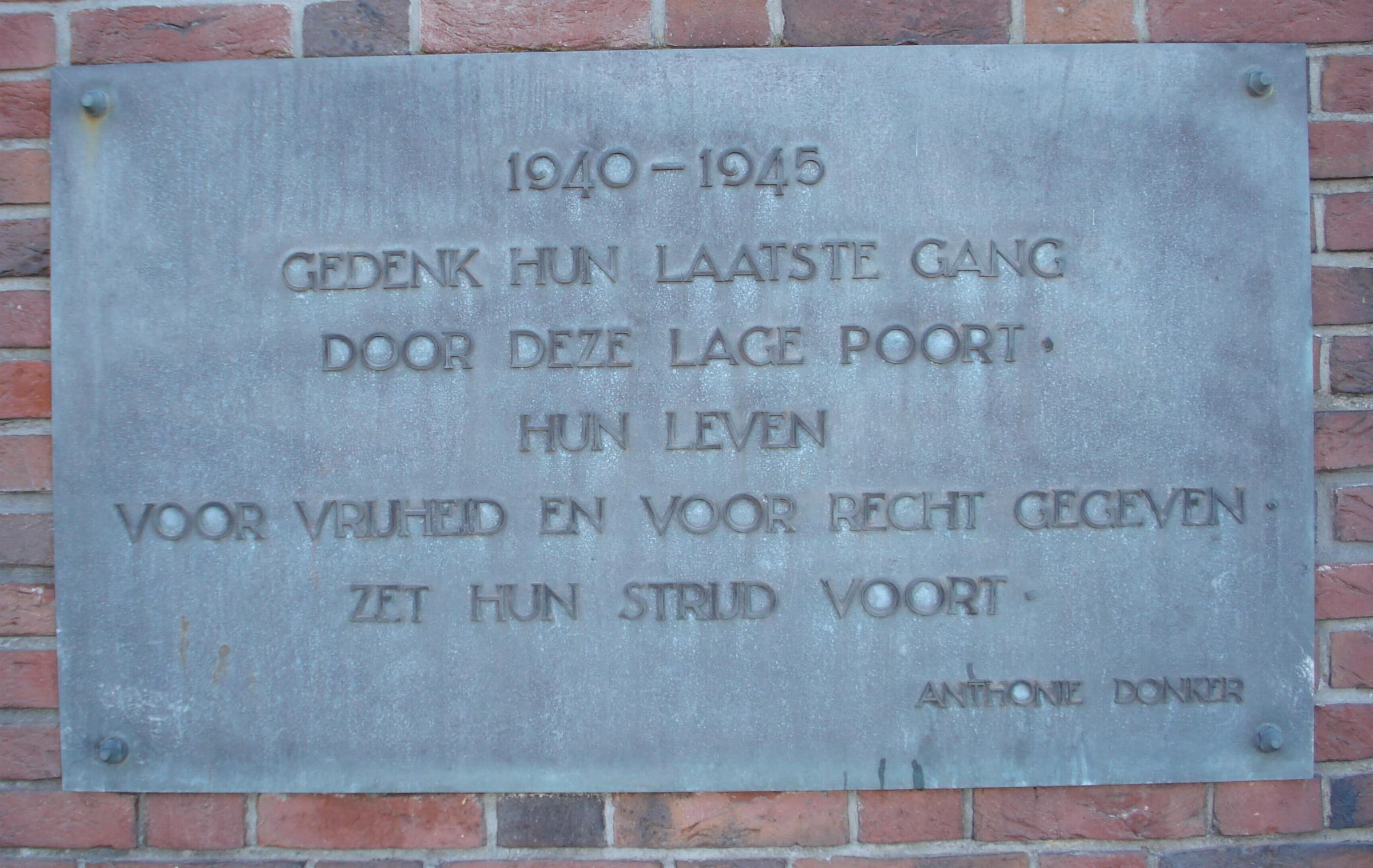
Plaquette in Den Haag

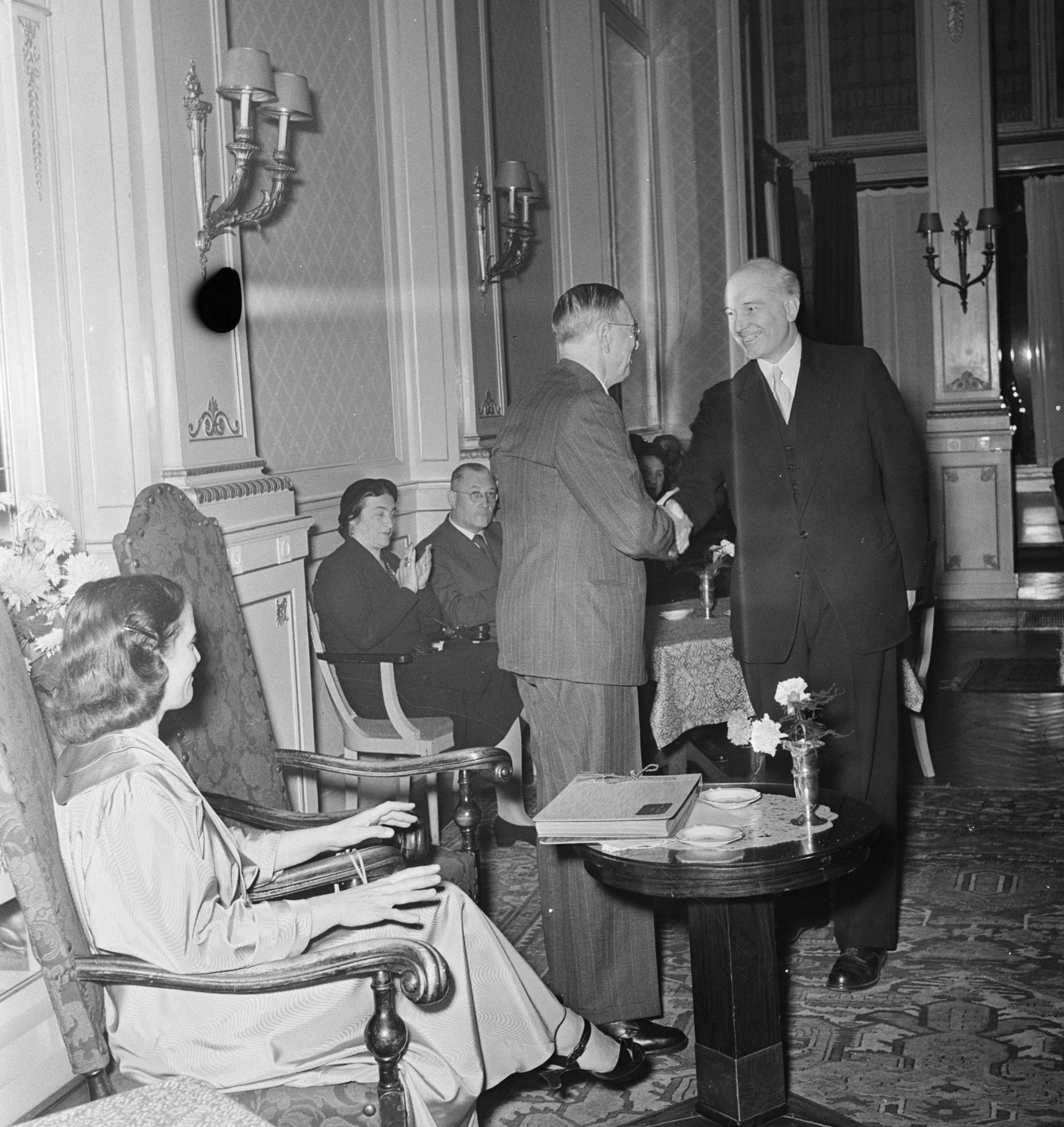
Donkersloot (rechts) feliciteert Victor van Vriesland op diens zestigste verjaardag

Nicolaas Anthonie (Nico) Donkersloot (Rotterdam, 8 september 1902 – Amsterdam, 26 december 1965) was een Nederlandse hoogleraar Nederlands, letterkundige, schrijver, essayist, dichter en literair vertaler. Zijn literaire werk publiceerde hij vooral onder het pseudoniem Anthonie Donker. Ook is hij politiek actief geweest. Na de oorlog zat hij enige jaren voor de PvdA in de Eerste Kamer, eind jaren 50 sloot hij zich aan bij de PSP.

## Studie en leraarschap
Donkersloot was een auteur die op jonge leeftijd al begon te schrijven. Hij debuteerde als dichter in De Vrije Bladen in de jaren twintig. In 1929 won hij voor zijn dichtbundel Kruistochten de Domprijs voor poëzie van de jury die bestond uit J.C. Bloem, Hendrik Marsman en Marnix Gijsen. In datzelfde jaar won hij de Lucy B. en C.W. van der Hoogtprijs van de Maatschappij der Nederlandse Letterkunde voor zijn dichtbundel Grenzen. Hij studeerde Nederlands aan zowel de Universiteit van Amsterdam als aan de Rijksuniversiteit Leiden en werd tijdens zijn studie ziek waardoor hij meermalen voor tuberculose moest kuren in Zwitserland. Hier schreef hij later de roman Schaduw der Bergen over uit 1935. Na zijn studie zou hij ook zes jaar werken als leraar Nederlands in Zwitserland. Zijn poëtische en prozawerk kenmerkt zich door een traditionele georiënteerdheid met een melancholische ondertoon. Zijn essays gingen uit van een ethisch humanisme.

## Oorlog, promotie en hoogleraarschap
In 1929 promoveerde Donkersloot op het proefschrift De Episode van de vernieuwing onzer poëzie. Hij werd in 1936 benoemd tot hoogleraar Nederlandse taal- en letterkunde aan de Universiteit van Amsterdam. Aanvankelijk was zijn leeropdracht die van de Nederlandse letterkunde maar vanaf 1956 was hij hoogleraar in de algemene en vergelijkende literatuurwetenschap. Hij was tevens journalist, essayist, vertaler en dichter. In de oorlog schreef hij onder het pseudoniem Maarten de Rijk. Tijdens de oorlogsjaren was hij betrokken bij verzetsactiviteiten en werd door de Duitse bezetter ontslagen als hoogleraar en gearresteerd. Hij werd opgesloten in de gevangenis van Scheveningen (Oranjehotel) en zou na de oorlog een tekst schrijven voor de plaquette (naast de deur in de buitenmuur aan de Van Alkemadelaan) die daar in 1949 onthuld werd ter nagedachtenis aan de geëxecuteerden op de Waalsdorpervlakte.
In haar oorlogsdagboeken beschrijft Hanny Michaelis uitvoerig en diepgaand haar relatie tot Nico Donkersloot en Dick Binnendijk, postuum uitgegeven in 2016/2017 als Lenteloos voorjaar (1940-1942) en De wereld waar ik buiten sta (1942-1945).

## Politieke activiteiten
Eind 1945 kwam hij namens de Sociaal Democratische Arbeiders Partij (SDAP) in de eerste naoorlogse zitting van de Eerste Kamer terecht. Na zijn overstap begin 1946 naar de nieuw opgerichte Partij van de Arbeid (PvdA) zat hij voor deze partij in de Kamer. In 1949 verliet hij de Kamer omdat hij zich niet kon vinden in de Tweede Politionele Actie in het toenmalige Nederlands-Indië (het latere Indonesië); ook zegde hij zijn partijlidmaatschap op.
In 1952 was hij medeondertekenaar van het oprichtingsmanifest van de nieuwe vredesbeweging De Derde Weg. Deze keerde zich tegen de wapenwedloop tussen de NAVO en het Warschaupact en propageerde een andere, niet-militairistische oplossing van het conflict. In 1957 werd Donkersloot lid van de Pacifistisch Socialistische Partij (PSP) en deed in 1958 namens deze partij tevergeefs een poging om als provinciaal lijsttrekker in de Provinciale Staten van Noord-Holland te komen.

## Literaire activiteiten
Voor de oorlog was Donkersloot oprichter van het literaire tijdschrift Critisch Bulletin waar hij tot het verschijningsverbod tijdens de Duitse bezetting in 1941 voor zou schrijven en redigeren. Ook was hij van 1937 tot 1940 redacteur van De Stem. In 1946 kon Critisch Bulletin weer verschijnen en was hij nog twee jaar redacteur ervan alsmede van De Nieuwe Stem, de opvolger van het vooroorlogse De Stem. Hij nam tevens deel aan vele andere georganiseerde literaire organisaties en zo was hij lid van de Vereniging van Letterkundigen en het Nederlands PEN-Centrum. In 1950 werd Donkersloot gelauwerd met de Prijs van de Stichting Kunstenaarsverzet. Op uitnodiging van Sticusa bezocht hij in 1955 Suriname en de Antilliaanse eilanden om er lezingen te houden. Hierover schreef hij in 1956 een persoonlijk verslag in proza en dichtvorm onder de titel Westwaarts.

## Vertaler
Als vertaler werd Donkersloot bekend door zijn vertaalde werk van onder meer Coleridge, Goethe en Feuchtwanger. Ook vertaalde hij een sprookjesbewerking van Robert Browning van het verhaal De rattenvanger van Hamelen, die werd uitgegeven in 1930 met kleurplaten van Rie Cramer.

## Familie en kerkelijke gezindte
Donkersloot was drie keer getrouwd. Zijn eerste twee huwelijken eindigden in een echtscheiding. Uit zijn eerste huwelijk had hij een zoon.

Kerkelijk behoorde hij tot de vrijzinnige richting binnen de Nederlandse Hervormde Kerk.